# I ragazzi di Jo
I ragazzi di Jo (Jo's Boys and How They Turned Out) è un romanzo del 1886 della scrittrice Louisa May Alcott e rappresenta il seguito di Piccoli uomini.

## Trama
Sono passati circa dieci anni dalla fine di "Piccoli uomini"; i ragazzi e i bambini della scuola di Fritz e Jo sono cresciuti, diventando uomini sparsi per il mondo e ragazzi alle prese con gli studi superiori e universitari.
Franz, il maggiore dei nipoti del Professor Fritz, fa l'uomo d'affari in Germania e si è sposato con una ragazza tedesca, Ludmilla.
Emil, fratello minore di Franz, ha coronato il suo sogno ed è diventato ufficiale di marina su un mercantile inglese. Intrepido e coraggioso, salverà il capitano e la sua famiglia dopo un naufragio e infine ne sposerà la figlia, la bionda inglesina Mary.
Il timido Nat, da sempre innamorato di Daisy, ma ostacolato dalla madre di lei (Meg), grazie all'appoggio del suo mecenate Laurie si reca a Lipsia a studiare violino. Lì, a causa del suo carattere debole, per alcuni mesi sperpera denaro tra balli e una vita di eccessi, ma poi la sana educazione dei coniugi Baher lo salverà e lo farà tornare sulla retta via. Tornerà in patria affermato e talentuoso musicista e sposerà Daisy, la figlia di Meg.
Il "cattivo ragazzo" Dan gira per l'America in cerca di avventure. Si unisce agli Indiani, poi parla di comprare una fattoria nell'Ovest. Per salvare un ragazzo, uccide inavvertitamente un uomo e sconta un anno di carcere. Solo il ricordo della bellissima fanciulla Bess, figlia di Amy e Laurie, gli permette di sopportare mitemente la pena. Una volta uscito di prigione, va a lavorare in miniera e salva un gruppo di minatori dopo il crollo di una galleria. Dissuaso da Jo a sperare in un futuro con la pura Bess, ritorna fra gli indiani e morirà combattendo in loro difesa.
L'indiavolato Tommy, anche lui fedele all'amore della sua fanciullezza, segue Nan alla facoltà di medicina, non adatta a lui. Finirà per dedicarsi agli affari di famiglia e si sposerà con una ragazza di nome Dora completamente diversa da Nan, che invece rimarrà nubile ma affermata dottoressa.
Jack, Ned e Stuffy frequentano anch'essi l'università, ma Jo li considera i suoi "fallimenti": ragazzi mediocri senza particolari talenti.
Demi, l'intelligentissimo e promettente nipote di Jo, sembra non trovare la sua strada; dopo aver lavorato un periodo per un giornale, con grande delusione della zia e di tutta la famiglia, si affermerà nel campo dell'editoria e sposerà l'amica Alice.
Rob, Teddy, Josie e Bess sono solo adolescenti, ma hanno caratteri già ben definiti che li indirizzeranno nelle scelte di vita. Rob sostituirà il padre alla guida della scuola, Teddy diventerà un ecclesiastico, Josie un'attrice e Bess un'artista nel campo della pittura.

## Adattamenti televisivi
Da questo libro nel 1993 è stata tratta la seconda parte dell'anime Una classe di monelli per Jo (Wakakusa Monogatari Nan to Jou Sensei), nell'ambito del progetto World Masterpiece Theater della Nippon Animation.